# Novopokrovskia
Novopokrovskia là một chi thực vật có hoa trong họ Cúc (Asteraceae).

## Loài
Chi Novopokrovskia gồm các loài: